# Call My Name (альбом Got7)
Call My Name — десятый мини-альбом южнокорейского бой-бенда GOT7, выпущенный 4 ноября 2019 года лейблом JYP Entertainment. Альбом содержит шесть синглов включая ведущий «You Calling My Name».

## Промоушен
После завершения своего турне «Keep Spinning World» в конце октября JYP Entertainment начали публиковать различные рекламные ролики в рамках продвижения альбома, включая серию фото-тизеров для каждого отдельного участника. Компания была отмечена как «серьезная» и «сексуальная», участники были изображены в «основных цветах» в «редко украшенной студии».

## Трек-лист
Взято из официального Twitter GOT7.
| №                   | Название                                      | Длительность |
| ------------------- | --------------------------------------------- | ------------ |
| 1.                  | «You Calling My Name» (니가 부르는 나의 이름) | 3:14         |
| 2.                  | «Pray»                                        | 3:47         |
| 3.                  | «Now or Never» (при участии Джонас Блу)       | 3:05         |
| 4.                  | «Thursday»                                    | 3:26         |
| 5.                  | «Run Away»                                    | 4:04         |
| 6.                  | «Crash & Burn»                                | 3:24         |
| Общая длительность: | Общая длительность:                           | 21:00        |

## Чарты
| Чарты (2019)                           | Высшая позиция |
| -------------------------------------- | -------------- |
| Австралия (ARIA)                       | 17             |
| Япония (Oricon)                        | 16             |
| Южная Корея (Gaon)                     | 1              |
| США (Billboard Top Heatseekers Albums) | 8              |
| США (Billboard World Albums)           | 5              |

### Итоговый чарт
| Чарт (2019)        | Позиция |
| ------------------ | ------- |
| Южная Корея (Gaon) | 19      |

## Победы
| Год  | Премия             | Категория        | Номинируемая работа | Результат |
| ---- | ------------------ | ---------------- | ------------------- | --------- |
| 2020 | Asia Artist Awards | Выступление года | You Calling My Name | Победа    |

| Песня                 | Программа  | Телеканал | Дата                | Ссылка |
| --------------------- | ---------- | --------- | ------------------- | ------ |
| «You Calling My Name» | Music Bank | KBS       | 15 ноября 2019 года | [ 9 ]  |